# Juan Cano Giménez
Juan Cano Giménez (Polop de la Marina, Alicante, 1957) es un político español del Partido Popular, del cual ha sido Presidente Local en Polop de la Marina. Ha sido Alcalde de Polop de la Marina y concejal de la corporación en distintas etapas. Está casado y tiene dos hijas.

## Biografía y carrera política
Fue concejal del PP en el ayuntamiento de Polop de la Marina, con Alejandro Ponsoda como alcalde, desde 1995 hasta 2003. 
Volvió de nuevo a la política en el año 2007 por petición de Alejandro Ponsoda, el cual no quería a ningún concejal de la legislatura anterior (2003-2007), finalmente se optó por incluir a María Dolores Zaragoza. 

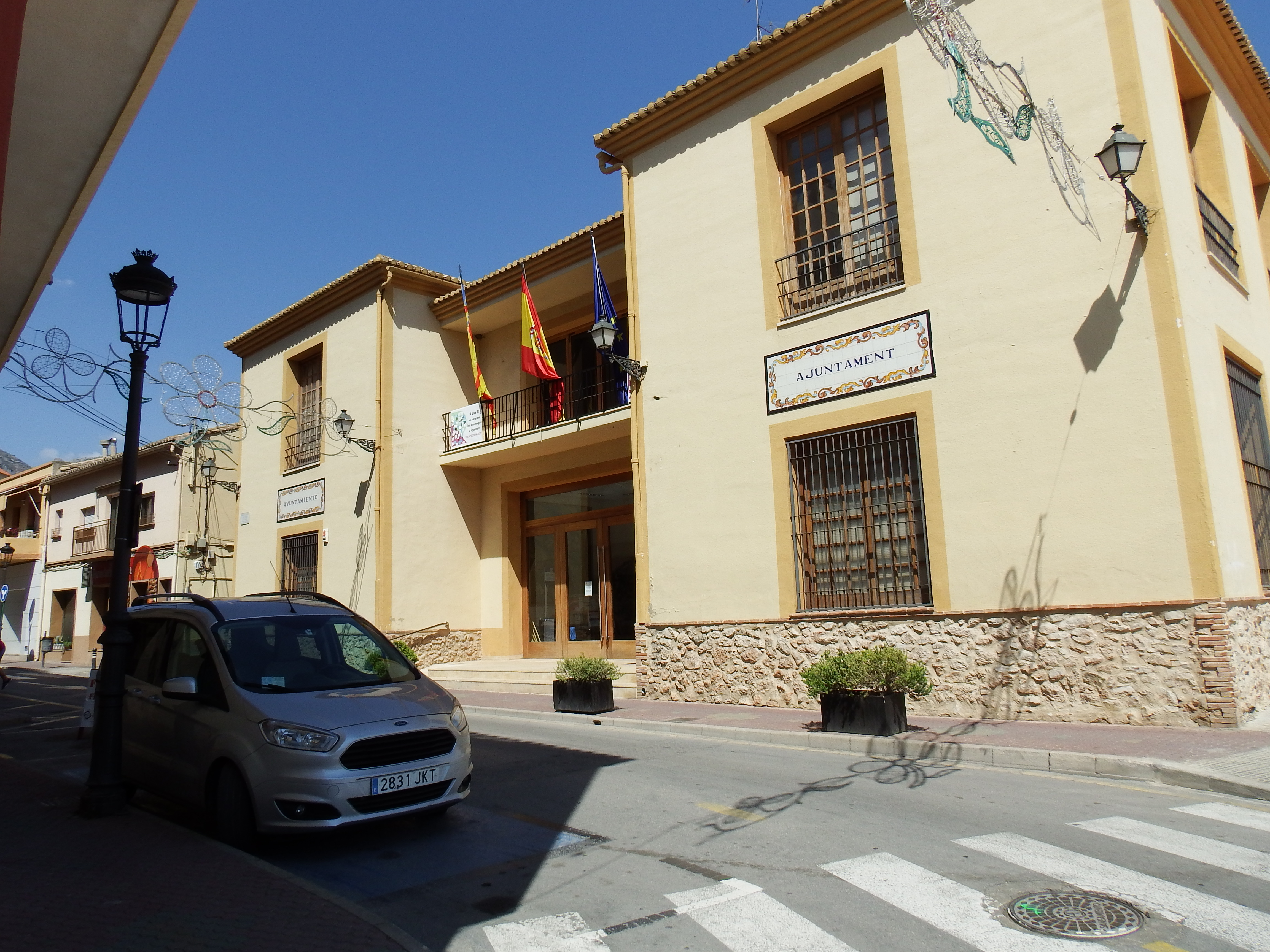
Ayuntamiento de Polop, donde fue concejal y alcalde

Los desencuentros dentro del equipo de gobierno se hicieron patentes en un pleno de la Corporación del verano de 2004 (sin Cano en la Corporación, por aquel entonces). Se debatía la construcción de un aparcamiento en la zona de "La Ermita". Se ha dicho que el entonces Concejal de Urbanismo, Juan Andrés Llorens, pagó a los dueños del terreno 70 millones de las antiguas pesetas (unos 420.000 €) y que, a su vez, el Ayuntamiento ya tenía vendido este terreno a otra empresa de Benidorm por más de 200 millones.[cita requerida] El por entonces Concejal de Sanidad, Jaime Narbó, afectado personalmente por esta propuesta, se saltó la disciplina del voto impuesta por su partido y, pese a que el PP (con 6 ediles) tenía mayoría absoluta, el voto de Narbó fue decisivo para que la moción se denegara con los votos, también en contra, de PSPV-PSOE y Gent de Polop con 3 y 2 concejales, respectivamente. 
Tras las elecciones municipales de 2007, Cano entró en la lista como número 2 y Montiel lo hizo como número 6. Los comicios dieron 6 ediles al PP y Ponsoda siguió como alcalde. Cano y Montiel volvieron al Ayuntamiento como concejales de urbanismo y turismo, entre otras concejalías, respectivamente. A finales de octubre de 2007, Ponsoda fue tiroteado a la puerta de su casa en la pedanía de Chirles. Falleció a los 8 días y, en pleno extraordinario, Juan Cano fue elegido como nuevo alcalde en sustitución de Ponsoda.
Juan Cano es el último de los siete detenidos por presunta implicación en el asesinato de Alejandro Ponsoda. Tras su encarcelamiento, Cano dimitió como alcalde desde la prisión de Villena (conservando su acta de concejal, aunque actualmente no es miembro del PP ni de la corporación municipal).
El 12 de enero de 2010, se levantó el secreto del sumario para permitir que los acusados conocieran qué pruebas había contra ellos. En el sumario se indica una trama urbanística como causa probable del asesinato de Ponsoda. En septiembre del 2011 se archiva la causa urbanística. 
María Dolores Zaragoza fue investida en pleno extraordinario como nueva alcaldesa, la tercera persona que ocupaba la alcaldía en esa legislatura. Con posterioridad se la apartó del partido para las elecciones de 2011, a causa de la falta de entendimiento con el resto de concejales del PP y con la nueva junta directiva que la acompañaba, después de la dimisión de casi la totalidad de la ejecutiva.